# 吕淑媛
吕淑媛（?—?），中国南北朝南朝陈后主陈叔宝的妃嫔，封为淑媛。
吕淑媛生陈叔宝第三子陈彦，后来又生陈叔宝第七子陈兢。陈彦被封为永嘉王，陈兢被封为邵陵王。祯明三年（589年）正月，陈彦、陈兢归顺隋朝，入长安。陈彦官至襄武县令。陈兢为国子监丞。